# 安达利
安达利（義大利語：Andali），是意大利卡坦扎罗省的一个市镇。总面积17平方公里，人口820人，人口密度48.2人/平方公里（2009年）。ISTAT代码为079005。